# Perasdorf
Perasdorf település Németországban, azon belül Bajorországban. Lakosainak száma 523 fő (2023. december 31.).

## Népesség
A település népessége az elmúlt években az alábbi módon változott:
| Lakosok száma | 719  | 949  | 823  | 628  | 584  | 562  | 573  | 551  | 541  | 523  |
|               | 1875 | 1950 | 1970 | 1987 | 2012 | 2013 | 2015 | 2017 | 2021 | 2023 |